# Aphis longicauda
Aphis longicauda är en insektsart som först beskrevs av Baker, A.C. 1920.  Aphis longicauda ingår i släktet Aphis och familjen långrörsbladlöss. Inga underarter finns listade i Catalogue of Life.